# Comuna Păltiniș, Botoșani
Păltiniș este o comună în județul Botoșani, Moldova, România, formată din satele Cuzlău, Horodiștea, Păltiniș (reședința) și Slobozia.

## Demografie
Componența etnică a comunei Păltiniș
     Români (87,86%)
     Alte etnii (0,99%)
     Necunoscută (11,15%)
Componența confesională a comunei Păltiniș
     Ortodocși (83,02%)
     Creștini de rit vechi (3,88%)
     Alte religii (1,91%)
     Necunoscută (11,19%)
Conform recensământului efectuat în 2021, populația comunei Păltiniș se ridică la 4.145 de locuitori, în creștere față de recensământul anterior din 2011, când fuseseră înregistrați 2.794 de locuitori. Majoritatea locuitorilor sunt români (87,86%), iar pentru 11,15% nu se cunoaște apartenența etnică. Din punct de vedere confesional, majoritatea locuitorilor sunt ortodocși (83,02%), cu o minoritate de creștini de rit vechi (3,88%), iar pentru 11,19% nu se cunoaște apartenența confesională.

## Politică și administrație
Comuna Păltiniș este administrată de un primar și un consiliu local compus din 15 consilieri. Primarul, Costel Romanescu[*], de la Alianța pentru Unirea Românilor, este în funcție din 2004. Începând cu alegerile locale din 2024, consiliul local are următoarea componență pe partide politice:
|  | Partid                          | Consilieri | Componența Consiliului | Componența Consiliului | Componența Consiliului | Componența Consiliului | Componența Consiliului | Componența Consiliului | Componența Consiliului | Componența Consiliului |
|  | ------------------------------- | ---------- | ---------------------- | ---------------------- | ---------------------- | ---------------------- | ---------------------- | ---------------------- | ---------------------- | ---------------------- |
|  | Alianța pentru Unirea Românilor | 8          |                        |                        |                        |                        |                        |                        |                        |                        |
|  | Partidul Social Democrat        | 4          |                        |                        |                        |                        |                        |                        |                        |                        |
|  | Partidul Național Liberal       | 3          |                        |                        |                        |                        |                        |                        |                        |                        |

## Economia
În comuna Păltiniș se află cel mai pur zăcământ de gips din Europa iar zăcământul ar putea fi exploatat continuu timp de peste 100 de ani, potrivit autorităților locale.

## Personalități
- Partenie Ciopron (1896-1980) - ierarh ortodox român, care a îndeplinit funcțiile de episcop al Armatei (1937-1948) și episcop al Romanului și Hușilor (1962-1978)

- Sfântul Ioan Iacob Românul de la Hozeva (n. 23 iulie 1913, Păltiniș, Botoșani – 5 august 1960), este un sfânt în Biserica Ortodoxă Română. A intrat în Mănăstirea Neamț în 1936.[1] Dorind viață ascetică, monahul Ioan a plecat în Țara Sfântă, unde a trăit doi ani într-o peștera din pustia Iordanului, apoi opt ani în lavra Sfântul Sava de pe Valea Hebronului.[1] Având bune cunostințe medicale, îngrijea călugării bolnavi, fiind în același timp bibliotecar și ghid.

- Gheorghe Mărâi, om de știință, cercetător și inventator român, cunoscut pentru contribuțiile sale în domeniul transmisiunilor militare

## Puncte de interes turistic
- Un grup de stejari seculari (datând din circa secolul XV) se găsește în pădurea Teioasa, la aproximativ 3 km NV de Paltiniș.

Inițial, grupul era compus din patru stejari. Stejarii formau un dreptunghi cu colțurile indicând aproximativ principalele puncte cardinale (N, S, E, V). Trei din acești stejari existau înca în 2013; cel de al patrulea exista înca în 1999, dar a fost înlăturat ulterior, posibil datorită bolii. Stejarii au cel puțin 30 metri înalțime.
Stejarii sunt cunoscuți în zonă ca "Stejarii lui Stefan cel Mare". Arborii marchează aproximativ jumătatea drumului între Suceava (Scaunul de domnie al lui Ștefan) și Cetatea Hotin (acum Kamianets-Podilskyi, Ucraina). Cetatea Hotin era cea mai puternică fortăreață la granița de nord în Moldova medievala. Legenda locală povestește că Ștefan cel Mare a făcut popas cel puțin o data în acest loc; într-una din ocazii, patru ghinde au fost ingropate la "colțurile mesei lui Ștefan", din care ghinde au răsărit stejarii.

Fotografie a celor 4 stejari, cca 1995

- Satul Horodiștea, situat la 48º15'N, este punctul cel mai nordic al Romaniei.